# Asceles civilis
Asceles civilis är en insektsart som beskrevs av Ludwig Redtenbacher 1908. Asceles civilis ingår i släktet Asceles och familjen Diapheromeridae. Inga underarter finns listade i Catalogue of Life.